# Cratere Abulfeda
Abulfeda è un cratere lunare intitolato allo storico siriano Ismail Abul-fida; è situato presso l'equatore del satellite, sull'emisfero sempre rivolto verso la Terra. Poco più a nordest è possibile individuare il cratere Descartes, mentre in direzione sud-sudest si trova il cratere Almanon. Sulla superficie della Luna è anche presente una catena montuosa nota come Catena Abulfeda, che congiunge la parte meridionale dell'omonimo cratere con l'estremo settentrionale di Almanon, per proseguire per una lunghezza complessiva di 210 km attraverso le Rupes Altai.
Le pareti sud e nordest sono butterate da crateri minori; la parete interna assume dimensioni maggiori in direzione est, mentre si mostra più ripida e scoscesa a nord. Il fondo del cratere è stato ricoperto, in seguito all'impatto che l'ha generato, da lava e basalti) o da materiale proveniente dal Mare Imbrium; si mostra oggi relativamente liscio e omogeneo. Il cratere non possiede il caratteristico rilievo centrale, forse sotterrato da successivi eventi geologici. L'impatto di micrometeoriti e l'attività sismica dovuta alla formazione di altri crateri in prossimità di Abulfeda possono giustificare la forma arrotondata delle sue pareti.

## Crateri  correlati
Alcuni crateri  minori situati in prossimità di Abulfeda sono convenzionalmente identificati,  sulle mappe lunari, attraverso una lettera associata al nome.
| Abulfeda | Coordinate            | Diametro (in km) |
| -------- | --------------------- | ---------------- |
| A        | 16°25′48″S 10°45′00″E | 13,26            |
| B        | 14°30′36″S 16°22′12″E | 15,49            |
| BA       | 14°41′24″S 16°48′00″E | 13,99            |
| C        | 12°47′24″S 10°49′48″E | 16,43            |
| D        | 13°15′00″S 9°27′36″E  | 19,68            |
| E        | 16°45′36″S 10°08′24″E | 5,55             |
| F        | 16°11′24″S 13°04′12″E | 17,47            |
| G        | 13°06′00″S 8°56′24″E  | 6,31             |
| H        | 13°50′24″S 9°33′36″E  | 4,22             |
| J        | 15°29′24″S 10°01′48″E | 4,07             |
| K        | 14°55′12″S 10°34′48″E | 9,93             |
| L        | 14°05′24″S 10°40′12″E | 4,95             |
| M        | 16°13′48″S 12°03′36″E | 10,05            |
| N        | 15°08′24″S 12°12′00″E | 13,07            |
| O        | 15°28′12″S 11°09′36″E | 6,6              |
| P        | 15°30′00″S 11°32′24″E | 4,59             |
| Q        | 12°51′36″S 12°13′12″E | 3,51             |
| R        | 12°47′24″S 12°58′12″E | 6,34             |
| S        | 12°16′48″S 13°18′00″E | 5,28             |
| T        | 14°51′36″S 13°42′36″E | 6,16             |
| U        | 12°58′12″S 13°48′00″E | 5,82             |
| W        | 12°33′S 13°51′E       | 5,42             |
| X        | 15°00′36″S 13°59′24″E | 5,8              |
| Y        | 12°45′36″S 14°03′00″E | 4,63             |
| Z        | 14°43′48″S 15°10′48″E | 5,66             |